# 타이탄폴
타이탄폴(Titanfall)은 1인칭 슈팅 게임의 특징을 주로 하는 비디오 게임 시리즈이다. 리스폰 엔터테인먼트가 개발하고 엑스박스와 마이크로소프트 윈도우로 데뷔하였다. 다른 콘솔과 플랫폼으로 지원이 확대되었다.

## 게임
| 2014 | 타이탄폴         |
| 2015 |                  |
| 2016 | 타이탄폴 2       |
| 2017 | 타이탄폴: 어썰트 |
| 2018 |                  |
| 2019 | 에이펙스 레전드  |